# C・J・ラモーン
クリストファー・ジョセフ・ウォード（Christopher Joseph Ward）ことC・J・ラモーン（C.J. Ramone, 1965年10月8日 - ）は、アメリカ合衆国出身のロック･ミュージシャン。ラモーンズの元メンバーで2代目ベース・プレイヤーだった。
ウォードはニューヨーク州クイーンズ区生まれ。1980年代にアメリカ海兵隊へ入隊。1989年から96年にかけてC・J・ラモーンの芸名でラモーンズとして活動していた。
解散後は、C.J・ウォードとしてロス・グノサス、バッド・チョッパーを率いて活動。現在はC.J･ラモーンを再び名乗り精力的に活動している。